# 沃洛季诺农村居民点
沃洛季诺农村居民点（俄语：Сельское поселение Володинское）是俄罗斯联邦沃洛格达州巴巴耶沃区所属的一个农村居民点。其下辖有7个居民点，行政中心为沃洛季诺。据2015年统计，该农村居民点的人口为527人。